# Palau de Ripalda
El Palau Ripalda o Castell Ripalda era un edifici d'estil eclèctic dissenyat l'any 1889 per l'arquitecte Joaquim Maria Arnau Miramón (1849 - 1906), a la ciutat de València, exactament al Pla del Real, al principi de l'Albereda.

## Història
L'arquitecte Joaquín María Arnau Miramón, a partir de 1889, inicia una relació professional intensa amb Maria Josepa Paulín i de la Peña, Comtessa vídua de Ripalda. Aquesta li va encarregar l'execució d'obres importants, com el Passatge Ripalda o la seua pròpia residència, ubicada en el passeig de l'Albereda. L'any 1936 amb el trasllat del govern republicà a València, el palauet s'utilitzà com a seu del Ministeri de Comerç. El palau fou una de les icones de la ciutat fins a la seua demolició el 1971. Actualment ocupa el seu solar l'edifici d'habitatges conegut com la Pagoda, al costat dels Jardins de Monfort.

## Descripció
El Palau de Ripalda era un edifici pintoresc, concebut com un châteaux francés, dins d'una perspectiva romàntica desconeguda a València fins aleshores. La seua construcció fou ràpida, executant-se entre els anys 1889 i 1891. Destacava l'alta torre circular rematada amb una cuculla cònica, element referencial del palau. Tenia un cos central cobert amb una teulada de gran pendent i tres cossos més de menys volum. Els murs eren de maó amb carreus treballats als buits, cornises i baranes. L'aspecte de l'edifici era medievalitzant, amb merlets i arcs ogivals, que li donaven aspecte de fortalesa. El palau estava envoltat per un jardí, al seu torn delimitat amb una tanca.

## Galeria fotogràfica

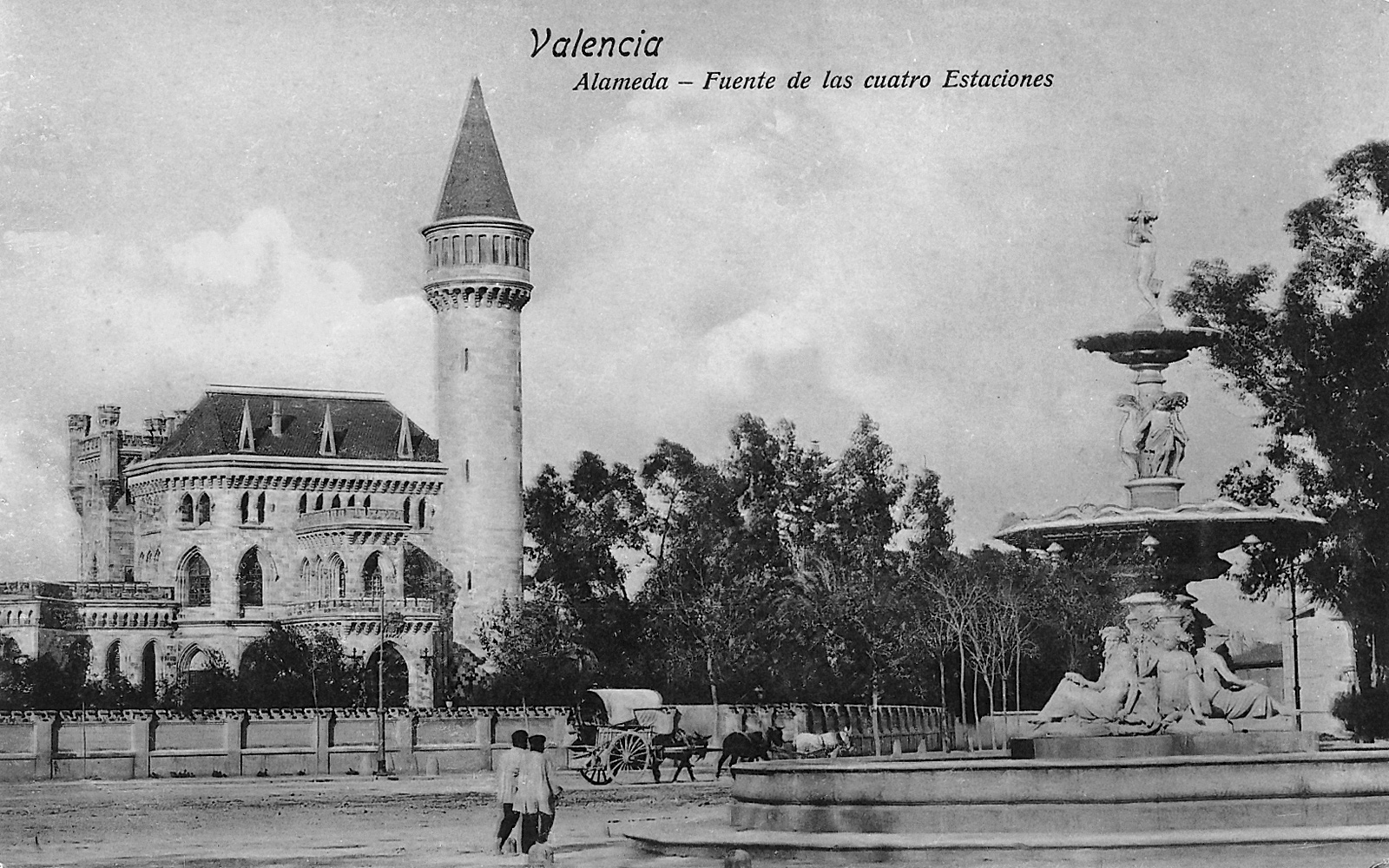
Palau de Ripalda
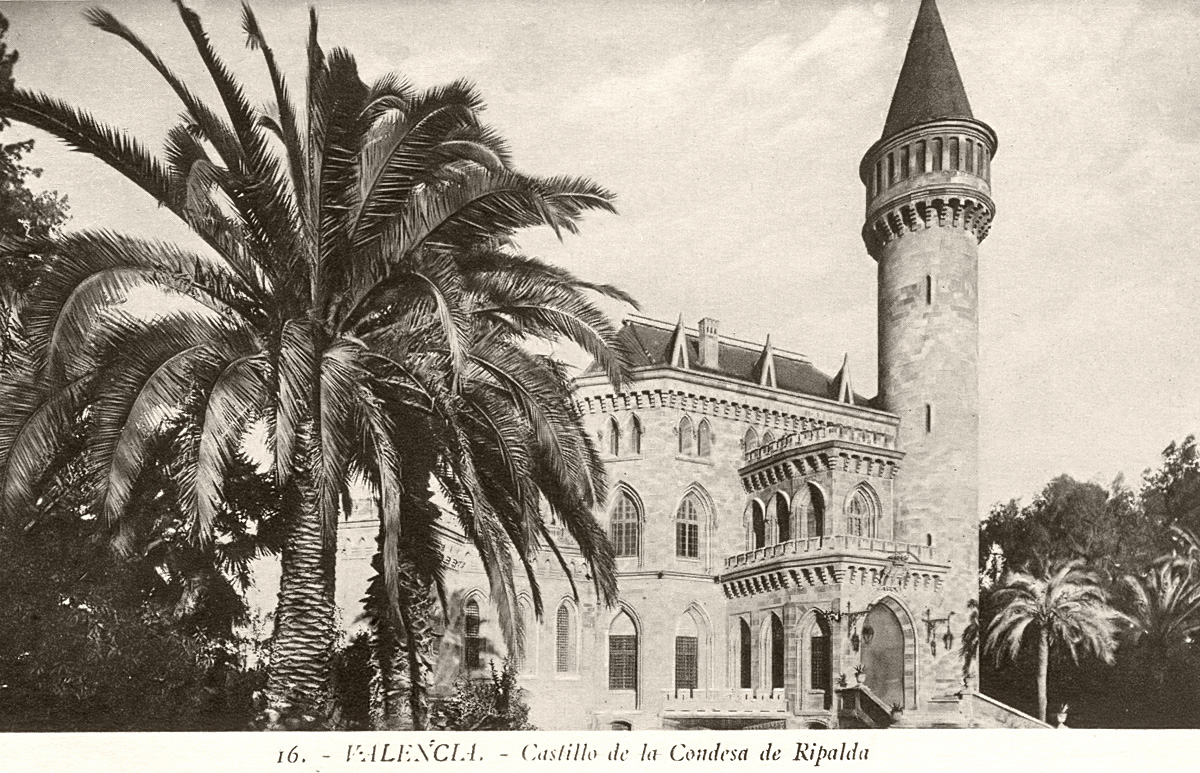
Palau de Ripalda
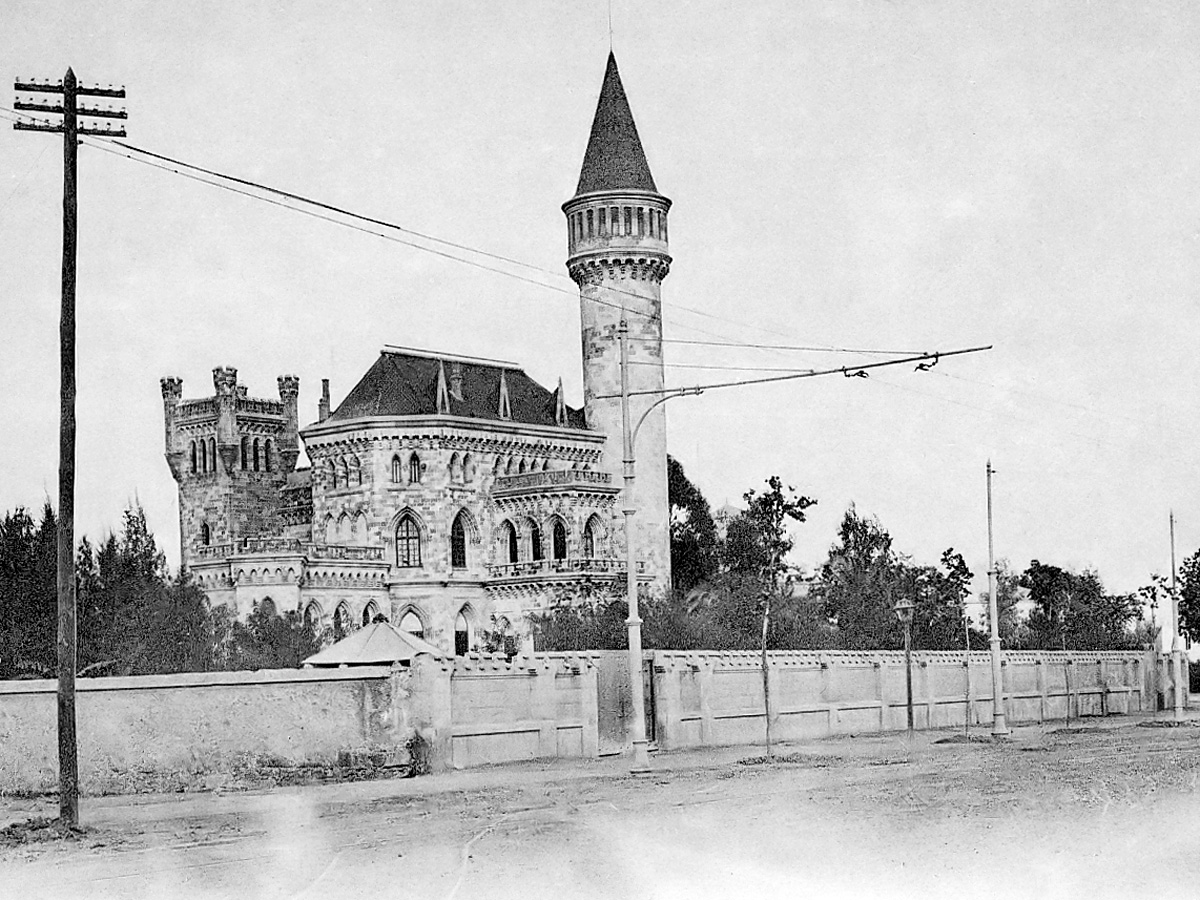
Palau de Ripalda
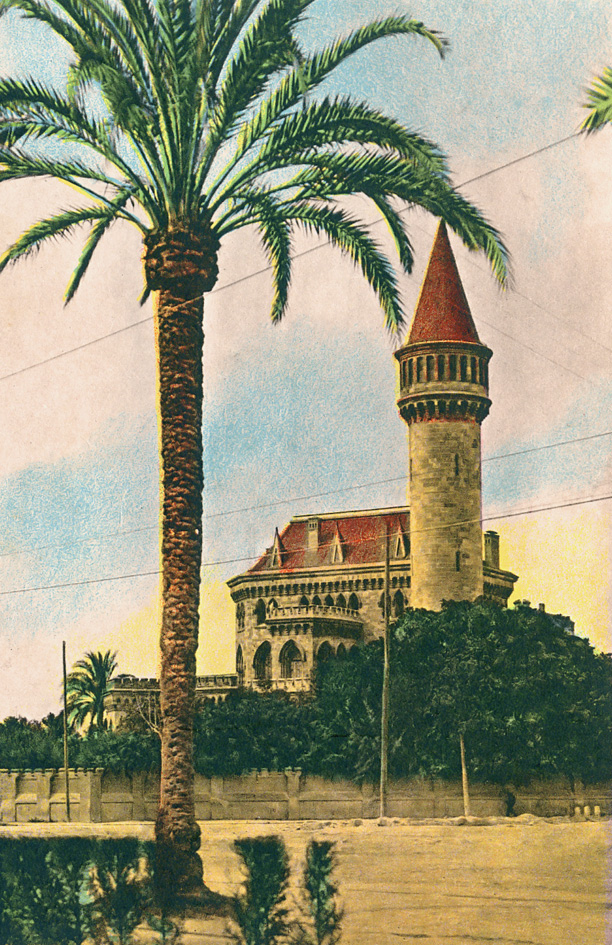
Palau de Ripalda